# Sirte
Sirte (Arabo سرت, Surt) è una città della Libia, capoluogo della omonima municipalità.

## Geografia
Importante porto libico situato al centro del golfo della Sirte, nel passato è stato un centro di smistamento delle carovane dirette nelle regioni dell'Africa centrale. È un rilevante mercato agricolo (datteri, orzo) e commerciale per la compravendita di bestiame (pecore, cammelli). Sirte è la città natale di Muʿammar Gheddafi.
Sirte è uno dei terminali di arrivo del grande fiume artificiale, gigantesco acquedotto che convoglia le acque fossili del deserto del Sahara e le rende disponibili per l'utilizzo umano a migliaia di chilometri di distanza.
È stata integralmente controllata dalle milizie dell'autoproclamato Stato Islamico (ISIS) per circa un anno dal giugno 2015 fino al giugno 2016.

## Storia
La città di Sirte fu occupata dagli italiani nel 1912 nel corso della guerra italo-turca. Successivamente, nel 1915, a causa della ribellione dei Senussi scoppiata all'inizio della prima guerra mondiale, gli italiani furono costretti ad abbandonare la città, che fu poi rioccupata nel 1924.
Dopo la conquista del potere, Gheddafi trasformò Sirte nella vetrina della sua rivoluzione, avviando un ampio programma di lavori pubblici per trasformare l'allora villaggio in una piccola città. A partire dal 1988 il parlamento libico e diversi dipartimenti governativi sono stati spostati da Tripoli a Sirte benché Tripoli sia rimasta formalmente la capitale del paese.
Il 9 settembre 1999 vi è stato firmato l'atto che decreta la nascita dell'Unione africana, la dichiarazione di Sirte.
La città è stata una roccaforte dei lealisti di Gheddafi nella prima guerra civile libica del 2011 e lo stesso Gheddafi è stato ucciso qui da forze ribelli il 20 ottobre 2011. Durante la battaglia di Sirte, nel 2011, la città è stata quasi completamente distrutta. Sei mesi dopo la fine della guerra civile, quasi 60 000 abitanti, più del 70% della popolazione precedente alla guerra civile, sono tornati a Sirte.
Tra febbraio e giugno 2015, durante la seconda guerra civile libica, la città è stata conquistata dalle milizie dell'autoproclamato Stato Islamico (ISIS), che l'hanno controllata fino a giugno 2016. Ad agosto 2016, le milizie libiche fedeli al governo di Fayez al-Sarraj hanno espulso le forze dell'ISIS da quasi tutta la città. Il 5 dicembre 2016 viene annunciata dalle milizie la totale liberazione della città, dopo 7 mesi di aspri combattimenti con lo Stato Islamico.

## Istruzione
Vi ha sede l'importante università libica, chiamata Università di Sirte o Università al-Taḥaddī (in arabo جامعة التحدي‎?, Jāmiʿat al-Taḥaddī), ossia "dell'Unità".

## Luoghi e monumenti
Luoghi di interesse turistico a Sirte sono il castello turco del 1842 e la moschea del XIX secolo. Vi si trova anche un piccolo museo che ospita le statue bronzee dei Fileni, ivi collocate dopo lo smantellamento dell'arco dei Fileni, avvenuto nel 1973 per volontà di Gheddafi.